# Ernestina Maenza Fernández-Calvo
Ernestina Maenza Fernández-Calvo (Lucena, Córdoba, 22 de diciembre de 1908 - Madrid, 25 de julio de 1995) junto a Margot Moles fue la primera mujer española que participó en unos Juegos Olímpicos en la modalidad de esquí alpino en los Juegos Olímpicos de Garmisch-Partenkirchen 1936, en Alemania, y dentro del equipo español de esquí, en la primera edición de unos juegos de invierno en que estuvo presente España.
Ernestina finalizó la competición en la trigésimo séptima y última posición del descenso firmando un registro de 18:51.4, lejos de los 5:04.4 que consiguió la Medallista Noruega Laila Schou-Nilsen. La baja marca se atribuyó a una luxación de hombro que le impidió competir con normalidad.
Ernestina Maenza fue campeona nacional entre 1935 y 1940,  consiguiendo cinco campeonatos nacionales consecutivos, marca que le dio acceso al equipo nacional.
En 1927, con 17 años conoció a Enrique Herreros, dibujante y representante de artistas, con quien acabaría casándose el 12 de octubre de aquel mismo año. El matrimonio tuvo un solo hijo.